# Lex Fridman
Lex Fridman (n. 15 august 1983, Бӯстон⁠(d), Republica Sovietică Socialistă Tadjikă, URSS) este un informatician ruso-american, podcaster și cercetător în inteligența artificială. Este cercetător la Massachusetts Institute of Technology și găzduiește Podcastul Lex Fridman, un podcast pe platforma 
YouTube.

## Carieră

### Computer science
Cariera lui Fridman a început la Google, unde a lucrat pe machine learning. În prezent, este cercetător la MIT.
În 2017, a lucrat la viziune computerizată, deep learning și algoritmi de planificare pentru vehicule semi-autonome. Contribuții mai recente în domeniul său de studiu au implicat cercetări în inteligența artificială centrată pe om, dezvoltarea vehiculelor autonome, învățarea profundă și robotica personală.

### Lex Fridman Podcast
Fridman și-a început podcastul în 2018, inițial ca parte a cursului MIT 6.S099 privind inteligența generală artificială. Titlul său original a fost Artificial Intelligence Podcast, care a fost ulterior schimbat în Lex Fridman Podcast pentru a reflecta gama mai largă de subiecte pe care le-ar aborda. Fridman folosește podcastul pentru a discuta despre „AI, știință, tehnologie, istorie, filozofie și natura inteligenței, conștiinței, dragostei și puterii”. Podcast-ul este structurat ca un program de interviu de lungă durată. Interviurile sunt desfășurate în persoană, durează de obicei două până la patru ore. Podcast-ul i-a prezentat pe muzicianul Kanye West, marele maestru de șah Magnus Carlsen și oameni de afaceri Ray Dalio⁠(d), Jack Dorsey⁠(d), Elon Musk și Mark Zuckerberg. 